# Peder Jensen Vinstrup
Peder Jensen Vinstrup (født 18. marts 1549, død 24. juni 1614) var en dansk præst, født i København og biskop over Sjælland fra 1590 til sin død.
Hans fader, Jens Vinstrup (død 1558), var sognepræst ved St. Nicolai Kirke samt provst i København og Sokkelund Herred; moderen Anne Nielsdatter Hofvet blev senere gift på ny med en præst.

## Skolegang og uddannelse
Efter skolegang i København, Slagelse og Roskilde blev Vinstrup student 1568;
to år efter tog han bakkalavrgraden, hvorpå Bjørn Andersen Bjørn (II, 358), der var
befalingsmand på Københavns Slot og ejer af Vinstrup i Sjælland,
hvorfra Vinstrups fader formodentlig stammede, antog ham til
lærer for sine sønner Truid og Jacob. Da i det mindste den
sidste af disse (II, 361) senere viste en ualmindelig videnskabelig
sans, tilkommer der vistnok læreren noget af æren derfor, så
meget mere som han også fik det hverv at ledsage de unge
mennesker på deres studierejser i udlandet.
Sammen med dem besøgte han fra 1572 af en række af Tysklands læreanstalter 
og erhvervede magistergraden i Wittenberg, hvor han også udgav
en mærkelig prøve på sin lærdom, nemlig en omskrivning af
Kristi lidelseshistorie i græske heksametre (1576).

## Kort ansættelse i Århus
Da embedet som læsemester ved domkirken i Aarhus imidlertid var blevet
ledigt, tænkte Bjørn Andersen, der nu var lensmand på Aarhusgaard – den tidligere katolske bispegård ved domkirken –
på sine sønners hovmester, kaldte ham hjem og skaffede
ham 1576 dette embede. Året efter ægtede Vinstrup Marine, datter
af afdøde Esben Pedersen (kannik og sognepræst ved domkirken
i Aarhus) og steddatter af biskoppen sammesteds, magister Laurids Bertelsen.

## Sognepræst ved Helliggejstes Kirke i København
Vinstrups virksomhed i Aarhus blev dog foreløbig ikke af lang
varighed, da han allerede 1578 valgtes til sognepræst ved Helliggejstes Kirke i København – den nuværende
Helligåndskirke. 

Der er tegn til, at han har været vel
anset på højere steder, eftersom universitetet 1580 fik kongelig
opfordring til at kreere ham til dr. theol., da han formentlig var
«en god, skikkelig (dvs. duelig), lærd mand, så han samme Grad
og Lærdoms Vidnesbyrd værdelig skal kunne antage» – en
opfordring, som dog på dette tidspunkt ikke blev taget til følge.

Vi ved ikke, om det kunne være en slags erstatning, at Vinstrup 1583
afgiftsfrit blev forlenet med kongetienden af Magleby Sogn på
Møen. Imidlertid åbnede der sig en større virksomhed for ham.

## Tilbage i Aarhus for en kort stund som biskop
Nys havde han udgivet sit skrift «Om det evige Liv og Død»
(ligprædiken over rigets kansler Eiler Grubbe), da der 12. april
1587 fra Skanderborg udgik kongebrev til ham om, at kongen
havde bevilget Laurids Bertelsen, superintendent i Aarhus Stift,
afsked formedelst alderdom og skrøbelighed og udset ham til
Laurids' efterfølger. Det kan jo ikke betvivles, at den gamle
biskop, der snart efter døde (II, 174), selv har udset sin eftermand.
I ethvert tilfælde blev Vinstrup nu biskop i Aarhus, hvortil han
indviedes i stiftets domkirke af biskop Peder Thøgersen fra Viborg.

## Biskop over Sjælland 1591
Vinstrups andet ophold i Aarhus blev noget nær lige så
kortvarigt som det første. Det kunne næsten synes, som om man i
København ikke undte Aarhus besiddelsen af en sådan mand;
thi efter få års forløb kaldedes han 31. december 1590 til biskop over
Sjællands Stift, hvorefter universitetet blev pålagt at antage ham
til professor i teologi og ved første lejlighed at kreere ham
til doktor. I året 1591 tiltrådte han nu dette embede og tog
7. december samme år doktorgraden under dr. Hans Slangerups præsidium.

## Embedsvirksomhed ved overgangen til den strengere lutherdom
Om Vinstrups embedsvirksomhed kan det siges, at han ganske vist var en hæderlig og brugbar, men ikke nogen særlig fremragende personlighed. Med sin kollega i det teologiske fakultet, den stridbare dr. Jørgen Dybvad, kom han snart i et meget slet forhold, hvilket dog næppe nærmest har været Vinstrups skyld, da han, efter alt at dømme, var en fredelskende mand og snarere kan beskyldes for svaghed end for stridbarhed, om han end holdt temmelig stærkt på sin bispelige værdighed. Det gik så vidt, at Vinstrup erklærede, at så længe Dybvad var universitetets rektor, ville han ikke sætte sin fod i konsistorium eller overhovedet have noget med universitetets sager at gøre.
Vinstrups bispegerning faldt i en brydningstid – ikke blot at den konglelige myndighed gjorde sig stærkere gældende på kirkens område end tidligere, men også at en strengere luthersk ortodoksi begyndte at kæmpe sig frem mod den hidtil rådende, skønt ingenlunde officielt
anerkendte, kryptocalvinisme. At Vinstrup nærmest hørte til Niels Hemmingsens skole, kan ikke betvivles og fremgår da også af de varme ord, han talte ved sin gamle lærers grav; men polemiker var han ikke og fandt det derfor rigtigt at rette sig efter de rådende magter, selv om de gik andre veje end han billigede; og
det var da også denne tilsyneladende holdningsløshed, der pådrog ham skarpe angreb af den hidsige kryptocalvinist Oluf Kock, der beskyldte biskoppen for at ligge og rode i sit guld og sølv i stedet for tilbørlig at vogte Herrens menighed.

## Litterær virksomhed
Hvad Vinstrups litterære virksomhed angår, da udgav han en
lang række homiletiske anvisninger og bønner til brug ved de
næsten årlig tilbagevendende bededage, der på den tid altid
holdtes tre dage i rad. Desuden haves ligprædikener af ham
over kansler Niels Kaas (1594) og over rigsmarsk Hack
Holgersen Ulfstand (1595). Da den sidste skulle begraves ved sit
herresæde i Skåne, vægrede Vinstrup sig ved at forrette begravelsen,
indtil der forelå udtrykkelig kongelig befaling til ham derom. Sikkert
har han ikke villet støde sin kollega, biskop Mogens Madsen i
Lund, til hvem han altid stod i det venligste forhold. Vinstrups taler
ved Christian 4.s kroning i Vor Frue Kirke i København findes
trykt i A. Bentsen Dallins oversættelse af August Erichs tyske
beskrivelse af kroningshøjtidelighederne.

## Private forhold
Da Vinstrup var i en vellønnet embedsstilling og desuden (indtil
1602) havde et kanonikat i Aarhus, blev han en velstående mand
og erhvervede ved køb flere ejendomme i København. Efter
sin ovennævnte hustrus død (6. sept. 1598) overlod han en af
disse ejendomme som mødrenearv til sin datter Anna, der samme år
ægtede professor Hans Staphensen (XVI, 288), en anden datter,
Elene, blev siden gift med Niels Clausen Senning, der endte som
biskop i Oslo (XV, 543). 

Den førstnævnte af disse svigersønner
blev Vinstrup en udmærket medhjælper i hans offentlige og private
korrespondance. Siden giftede Vinstrup sig på ny (5. august 1599), med
Anna, datter af Elias Eisenberg (IV, 482). Med denne hustru
havde Vinstrup syv børn, hvoriblandt sønnen Peder Pedersen Vinstrup
og fire døtre, der ligesom de to ovenanførte af første ægteskab blev
gifte med ansete mænd i akademisk og gejstlig stilling.

## Sygdom
1608 ramtes Vinstrup af apopleksi. Fra den tid var hans kraft svækket, og
da svageligheden stadig tog til, søgte han til sidst sin afsked. Men
inden hans ønske opfyldtes, døde han 24. Juni 1614. Hans enke
ægtede siden hans efterfølger, biskop Hans Poulsen Resen. 

Før sin død havde Vinstrup stiftet et endnu virksomt (dvs o. 1900) rejselegat for en
teologisk studerende.
Rørdam: Københavns Universitets Historie. 1537–1621. III, 562 ff.
H. F. Rørdam.